# Pomacanthus sexstriatus
El Pomacanthus sexstriatus es una especie de pez marino perciforme pomacántido. 
Su nombre más común en inglés es Sixbar angelfish, o Pez ángel de seis barras.
Es una especie ampliamente distribuida, común en muchas partes de su rango de distribución geográfica, y con poblaciones estables. También es una especie  exportada ocasionalmente para el comercio de acuariofilia, aunque sólo los ejemplares juveniles, ya que el tamaño de los adultos se suele considerar excesivo para los acuarios domésticos.

## Morfología
Es un pez ángel típico, con un cuerpo corto y comprimido lateralmente, y una pequeña boca con dientes como cepillos. Tiene 13-14 espinas dorsales, entre 18 y 23 radios blandos dorsales, 3 espinas anales y 18-19 radios blandos anales. Cuenta con una robusta espina en el opérculo braquial. Sus aletas pélvicas son mayores de lo normal en el género.
De adulto, la coloración base del cuerpo y las aletas dorsal y anal es tostado amarillento, y tiene cinco rayas negras verticales, bien espaciadas, atravesando el cuerpo. Las escamas están rodeadas de amarillo, y su centro es azul, produciendo un efecto de red sobre el cuerpo. La cabeza es negruzca y tiene una ancha barra blanca que la recorre, desde el comienzo de la dorsal, hasta el borde inferior del opérculo. La aleta caudal es negruzca, y, tanto elle como las partes posteriores de las aletas dorsal y anal, están bordeadas en azul claro, y cubiertas de puntos de igual color.
Los especímenes jóvenes, como suele ser habitual en el género, tienen la coloración de la cabeza, cuerpo y aletas negra, y añaden a su librea aproximadamente 15 rayas blancas verticales y curvadas hacia atrás.

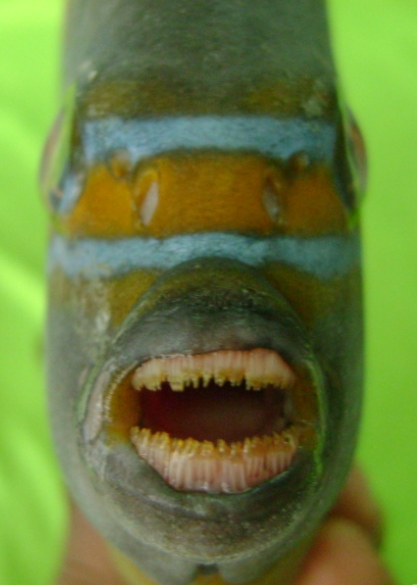
Vista frontal de dentadura de la especie emparentada Pomacanthus annularis
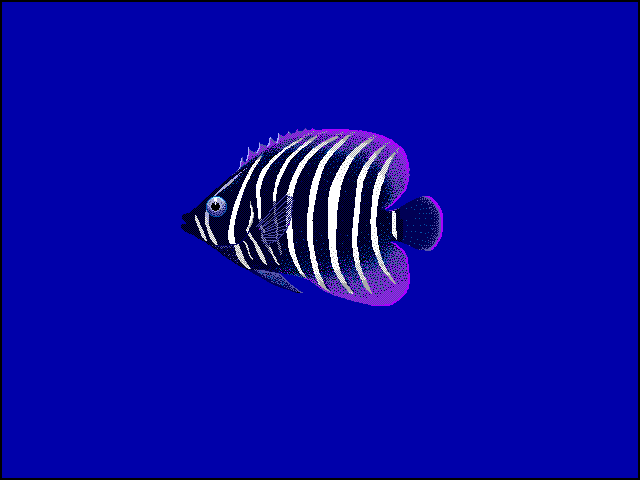
Pomacanthus annularis juvenil. Ilustración de Robbie Cada (FishBase)
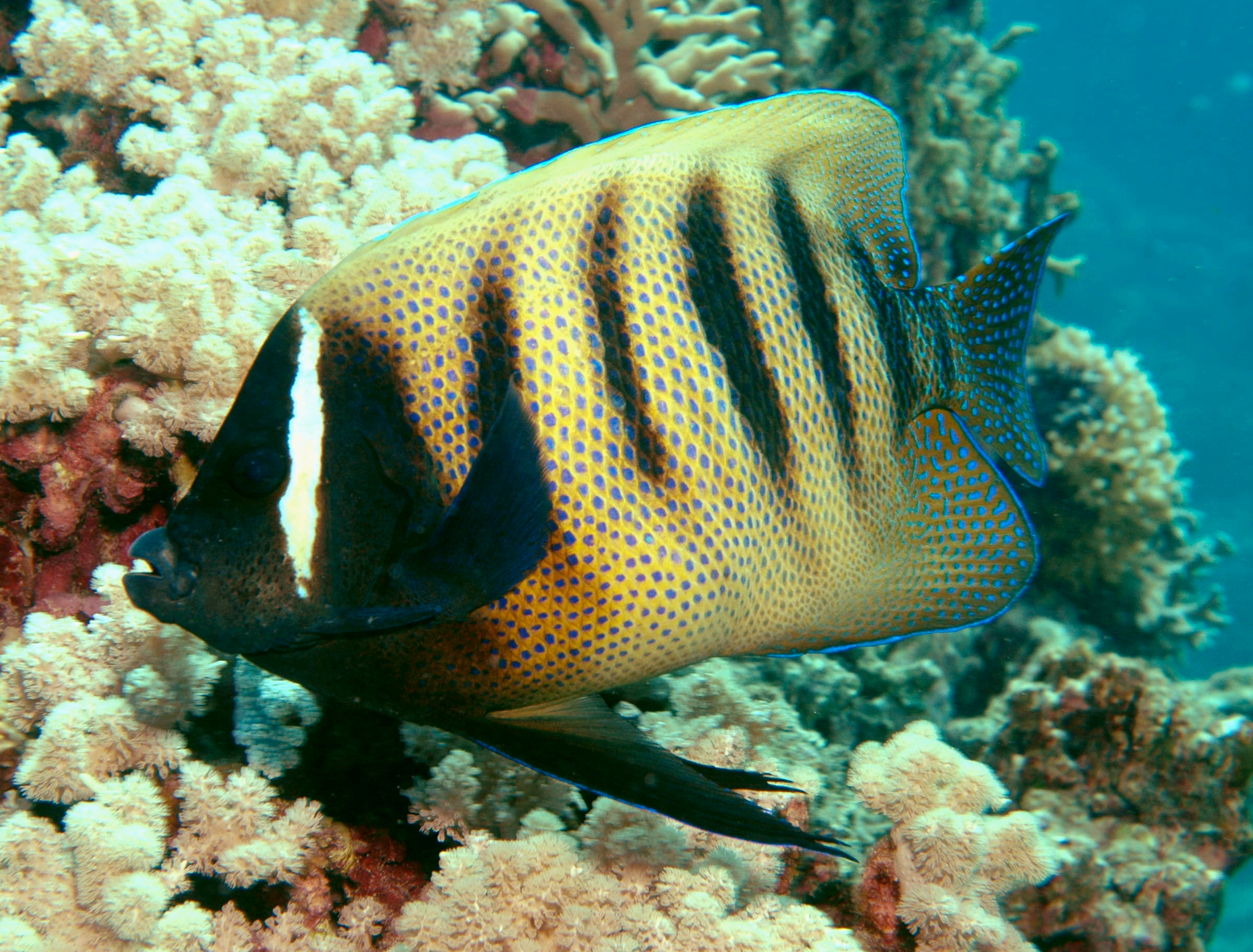
Pomacanthus sexstriatus adulto

Los machos, que son mayores que las hembras, miden hasta 46 centímetros de largo.

## Hábitat y comportamiento
Es una especie asociada a arrecifes y clasificada como no migratoria. Frecuenta arrecifes costeros, tanto en lagunas como en arrecifes pronunciados mar adentro. Y se les ve, tanto en aguas turbias como claras.
Su rango de profundidad es entre 3 y 60 metros.
Los juveniles se localizan en aguas superficiales y protegidas, mientras que los adultos frecuentan áreas de rico crecimiento coralino y muros de arrecifes pronunciados. Los adultos ocurren normalmente en parejas o solitarios. Son muy elusivos, y emiten unos gruñidos graves cuando se les hostiga.

## Distribución geográfica
Se distribuye en el océano Indo-Pacífico. Es especie nativa de Australia; Birmania; Camboya; Filipinas; Indonesia; Japón; Malasia; Micronesia; Nueva Caledonia; Palaos; Papúa Nueva Guinea; Singapur; islas Salomón; Sri Lanka; Taiwán; Tailandia, Vanuatu y Vietnam.

## Alimentación
El pez ángel de seis barras es omnívoro, y se alimenta durante el día, principalmente de esponjas, tunicados y algas.

## Reproducción
Aunque no hay mucha información sobre el ciclo reproductivo de esta especie, como el resto del género, es dioica, ovípara y monógama.
La fertilización es externa, desovando en parejas. Las larvas son planctónicas.
No cuidan a sus alevines.

## Galería

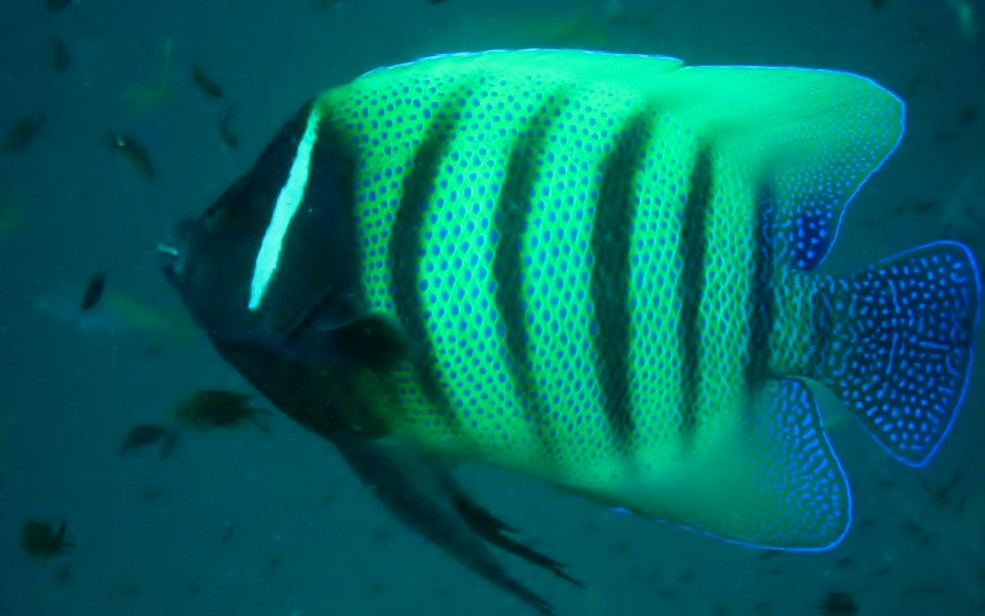
Pomacanthus sexstriatus en Koh Phangan, Tailandia
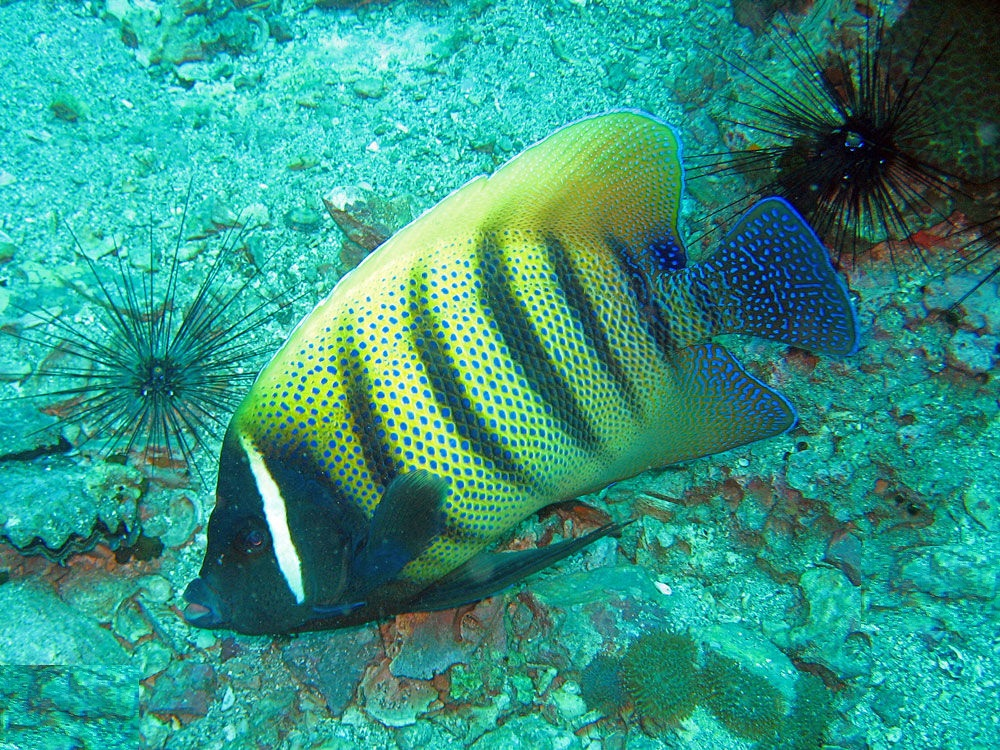
P. sexstriatus sobre erizos Diadema setosum
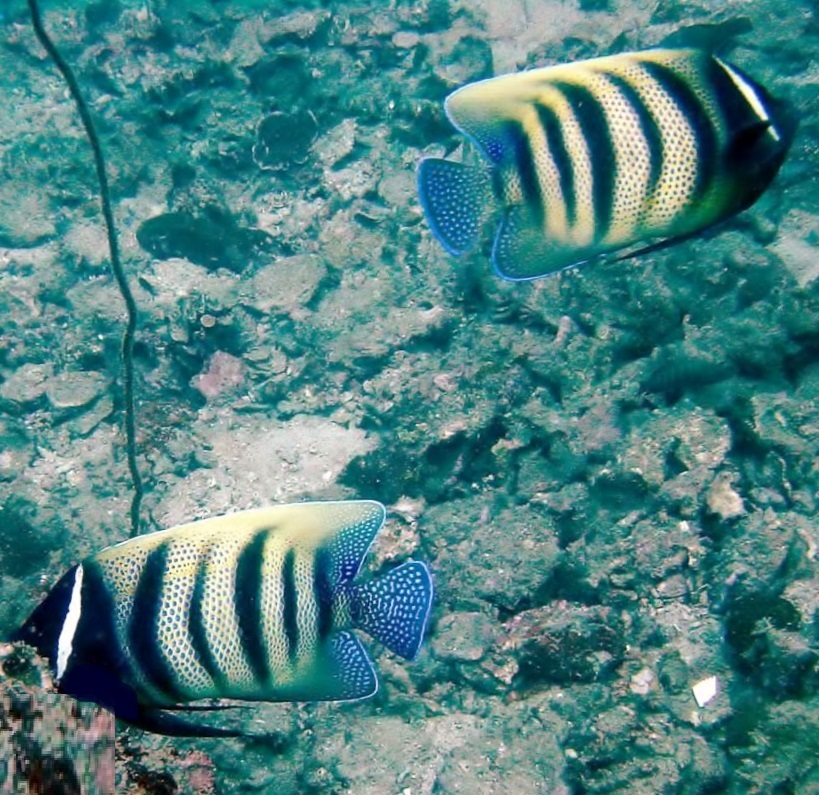
Pareja en Koh Phangan, Tailandia
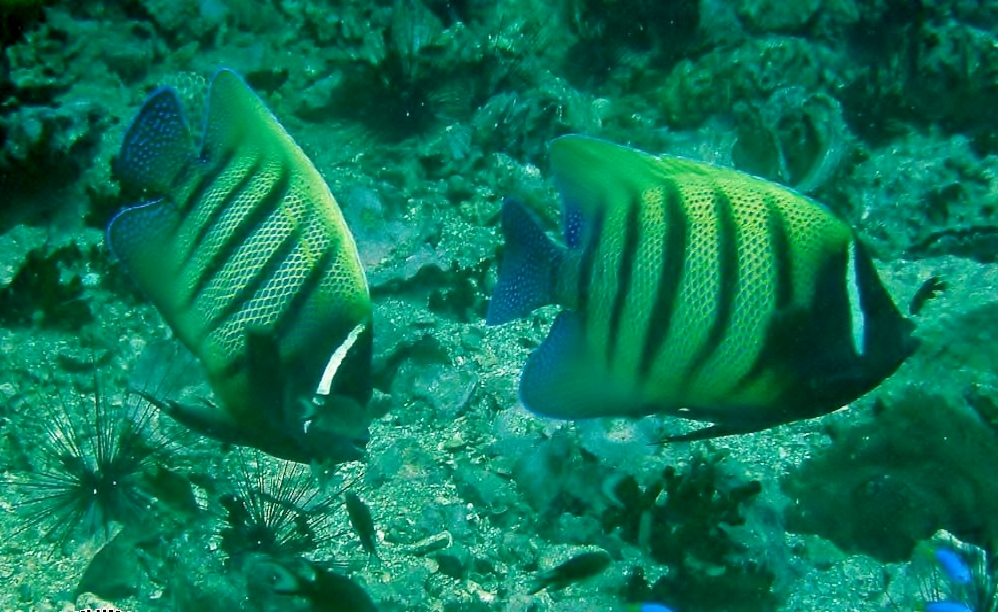
Pareja en Koh Phangan, Tailandia
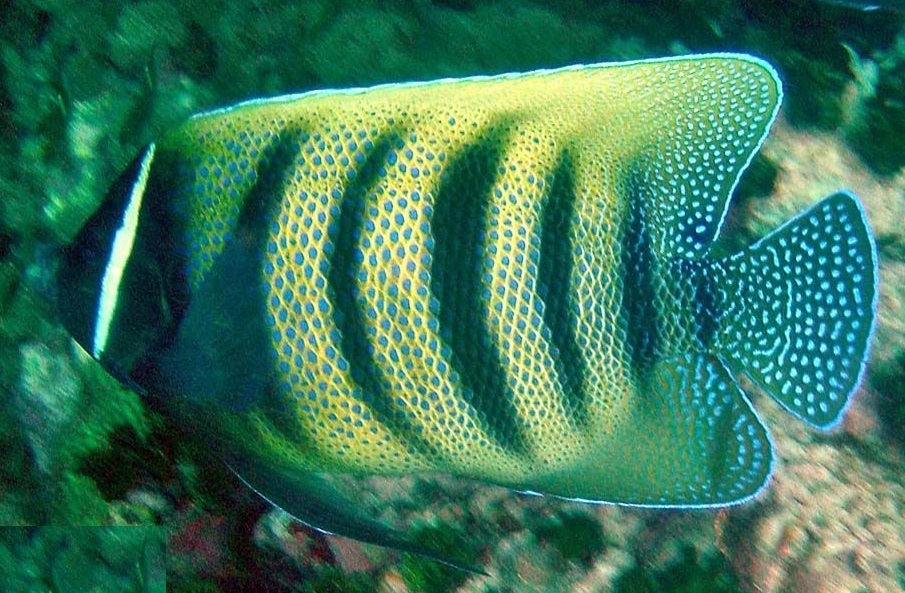